# تلسکوپ موست
تلسکوپ فضائی موست (به انگلیسی: MOST)(به انگلیسی: Microvariability and Oscillations of STars telescope) اولین تلسکوپ فضایی کانادا است که در ۳۰ ژوئن ۲۰۰۳ در مدار زمین قرار گرفت. این تلسکوپ تا بیش از ۱۰ سال پس از به‌کارگیری همچنان کوچک‌ترین تلسکوپ فضائی جهان در مدار زمین بود و نخستین فضاپیمائی‌است که ویژهُ اخترلرزه‌شناسی بکار گرفته شده. این فضاپیما همچنین نخستین کاوشگر علمی کانادا پس از ماهوارهٔ (ISIS II) است که ۳۲ سال پیش از آن به فضا پرتاب شده بود. موست می‌تواند تا دو ماه بدون توقف به ستاره یا ستارگانی خیره شود و داده‌های زیادی با کیفیت بالا دریافت کند.
در ۳۰ آوریل ۲۰۱۴ آژانس فضایی کانادا اعلام کرد که دیگر هزینهٔ سالانهٔ نیم میلیون دلاری موست را، از تاریخ ۹ سپتامبر همان سال نخواهد پرداخت؛ با اینکه موست هنوز سرگرم انجام چندین پروژهٔ در حال انجام بود. از این رو شرکت ام‌اس‌سی‌آی به انگلیسی (Microsatellite Systems Canada Inc. (MSCI) که از زمانِ پرتاب، گرداننده و پیمانکار این پروژه بود از اکتبر ۲۰۱۴ دارندهٔ آن نیز شد.
ام‌اس‌سی‌آی، سوای پیگیری و از سرگیریِ کارهایی که از نخست، انگیزهٔ اصلی ساختن و راه‌اندازی تلسکوپ و کاوشگر علمی موست بوده، توانسته با کمک نرم‌افزارهای پیشرفته، به کارایی‌های این تلسکوپ فضائی بیفزاید. بهره‌برداری‌های بازرگانی و هچنین دیگر پژوهش‌های سیاره‌ای و دیده‌بانی زمین بخشی از بهره‌گیری‌های تازه از این دستگاه‌است. ام‌اس‌سی‌آی از پیمانکاران بزرگِ ماهواره دیدبان و شهاب‌سنگ‌یاب(به انگلیسی: ((Near Earth Object Surveillance Satellite (NEOSSat) نیز هست.